# Courcelles-sur-Nied
Courcelles-sur-Nied – miejscowość i gmina we Francji, w regionie Grand Est, w departamencie Mozela.
Według danych na rok 1990 gminę zamieszkiwały 824 osoby, a gęstość zaludnienia wynosiła 163 osób/km² (wśród 2335 gmin Lotaryngii Courcelles-sur-Nied plasuje się na 424. miejscu pod względem liczby ludności, natomiast pod względem powierzchni na miejscu 1006.).